# Lapin de Douady

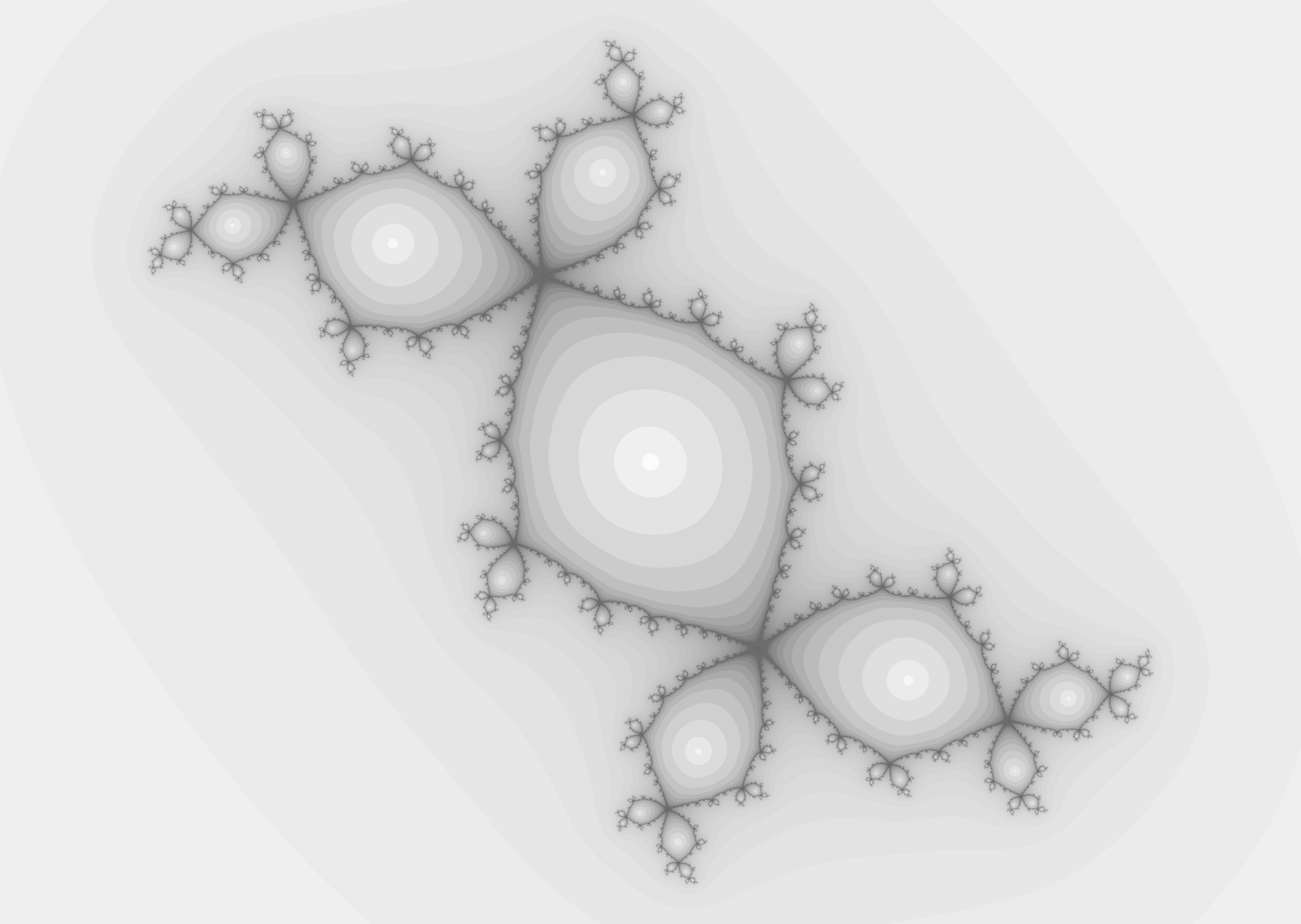
Le lapin de Douady. Les niveaux de gris indiquent la rapidité de convergence vers l'infini ou vers le cycle attractif.

Le lapin de Douady est l'ensemble de Julia rempli de certains polynômes quadratiques pour lesquels le point critique est périodique de période 3. Il a été nommé en hommage à Adrien Douady, mathématicien français mort en 2006.

## Définition
Le lapin de Douady est l'ensemble de Julia rempli du polynôme quadratique Pc(z)=z2+c, où c est tel que :
- Le point critique 0 n'est pas fixe mais est périodique de période 3,
- Le paramètre c n'est pas réel.

Le premier point se reformule en :
- {\displaystyle P(0)\neq 0,\,P(P(0))\neq 0,\,P(P(P(0)))=0},

i.e. au bout d'exactement trois applications de P, le point 0 est renvoyé sur lui-même.

### Explications
On montre que l'étude dynamique des polynômes quadratiques complexes se ramène à l'étude de polynômes complexes Pc(z) de la forme Pc(z)=z2+c. En effet, tout polynôme quadratique est conjugué, via une transformation affine complexe, à un unique polynôme de la forme ci-dessus. Le nombre complexe c est donc un paramètre déterminant les propriétés dynamiques de tous les polynômes quadratiques holomorphiquement (affinement) conjugués à Pc.
En dynamique holomorphe, le comportement dynamique du point critique de la fonction considérée est un déterminant important de la dynamique globale. Le seul point critique (fini) du polynôme Pc est le point 0. La définition du lapin de Douady est donc fondée sur l'aspect de la dynamique globale de l'ensemble de Julia.

### Paramètres correspondants

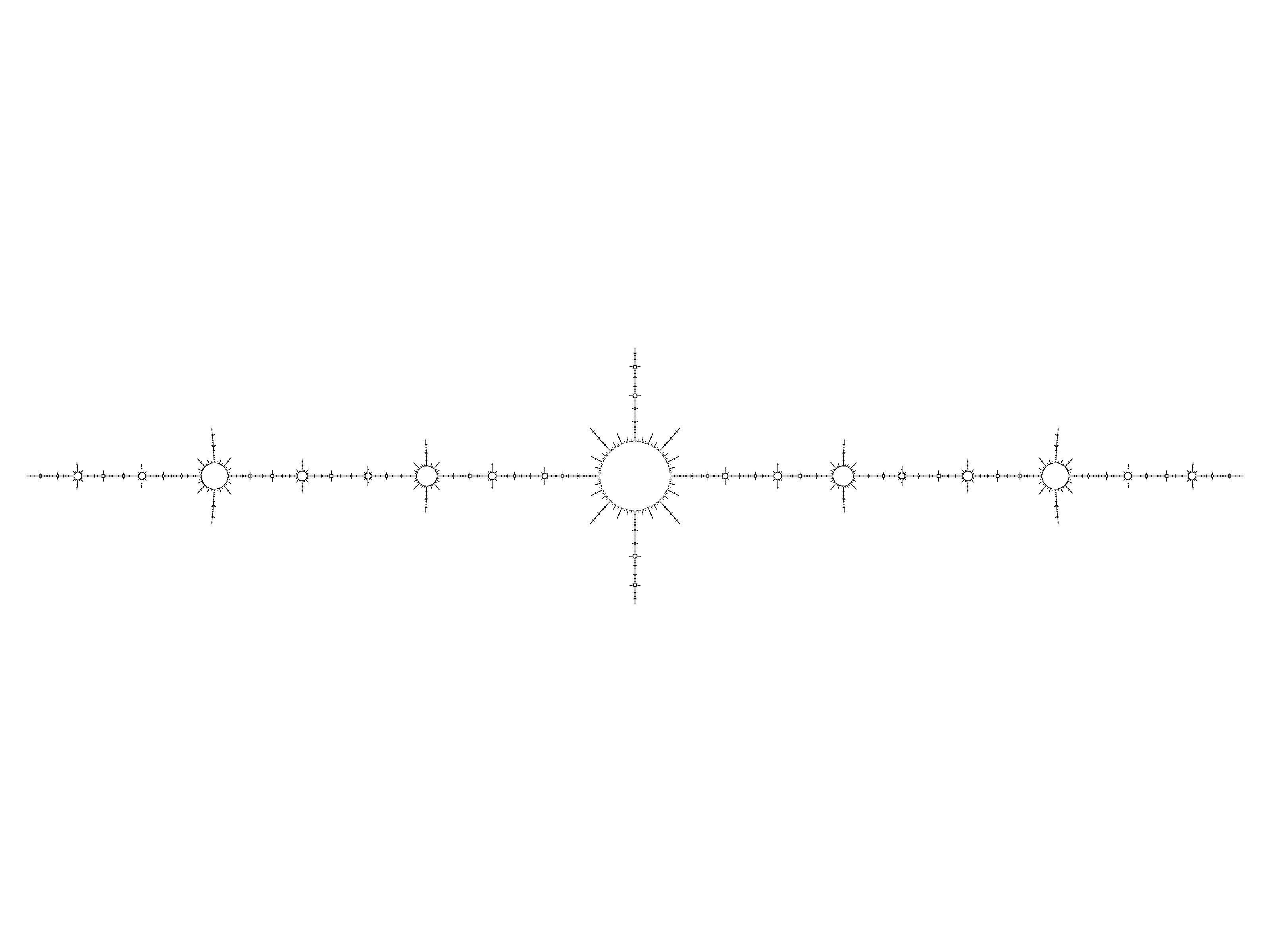
L'avion.

Il existe deux valeurs distinctes de c vérifiant les conditions de la définition, l'une étant conjuguée de l'autre, cependant, les ensembles de Julia correspondant se déduisent l'un de l'autre par la symétrie par rapport à l'axe réel. Ces valeurs sont trouvées de la manière suivante.
Les valeurs de c pour lesquelles le point critique du polynôme Pc(z)=z2+c est périodique de période 3 sont solutions de l'équation 
{\displaystyle P_{c}(P_{c}(P_{c}(0)))=0}
soit
{\displaystyle (c^{2}+c)^{2}+c=0.}
Lorsque le paramètre c est tel que le point critique est fixe, il satisfait aussi l'équation ci-dessus. Or la seule valeur de c pour laquelle le point critique est fixe est c=0. Ce qui ramène à l'équation :
{\displaystyle c^{3}+2c^{2}+c+1=0.}
On voit donc qu'il existe une solution réelle et deux solutions complexes conjuguées qui sont les valeurs des paramètres correspondant au lapin de Douady :
{\displaystyle c\approx -0.123\pm 0.745i}
L'ensemble de Julia du paramètre réel solution de l'équation ci-dessus (pour {\displaystyle c\approx -1.755}) est appelé "avion". Comme pour le lapin de Douady, le point critique est périodique de période 3, néanmoins son orbite est entièrement réelle et l'aspect de cet ensemble de Julia diffère de façon importante de celui du lapin.

## Quelques aspects de la dynamique du lapin

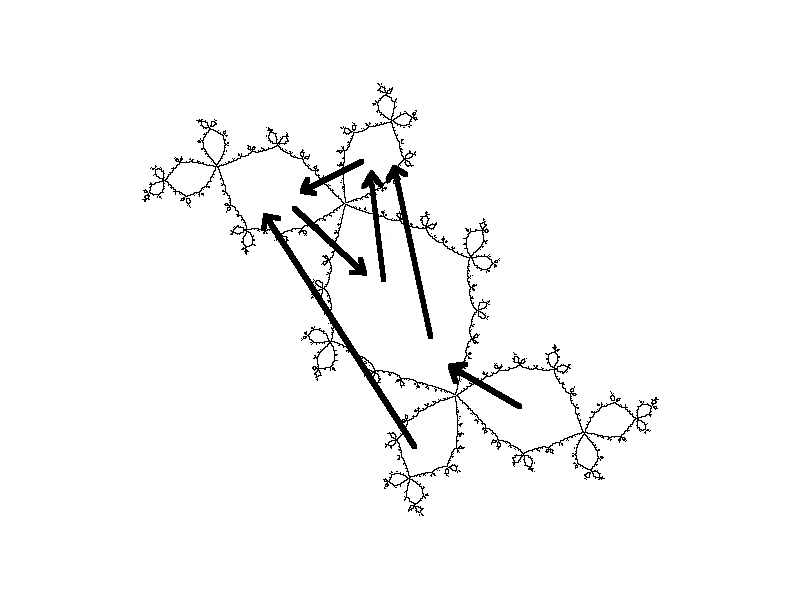
Une illustration de la dynamique du lapin. Les flèches indiquent quelles sont les images des principales composantes de l'intérieur de l'ensemble de Julia par l'application du polynôme P(z). Deux flèches partent de la composante centrale pour indiquer que, du fait de la présence du point critique, la restriction du polynôme à cette composante est un revêtement ramifié de degré deux sur son image, en haut à droite.

Le point critique étant périodique, l'intérieur du lapin de Douady est constitué de trois composantes connexes contenant l'orbite du point critique, formant ensemble le bassin d'attraction immédiat de  l'orbite du point critique, et de leur préimages. C'est aussi le cas pour l'avion.
Ce qui caractérise le lapin de Douady, c'est le fait que les frontières des trois composantes du bassin immédiat de l'orbite critique s'intersectent en un unique point. Il s'agit du point où sont attachées les oreilles ou les pattes du lapin (selon le choix du paramètre).

## Galerie

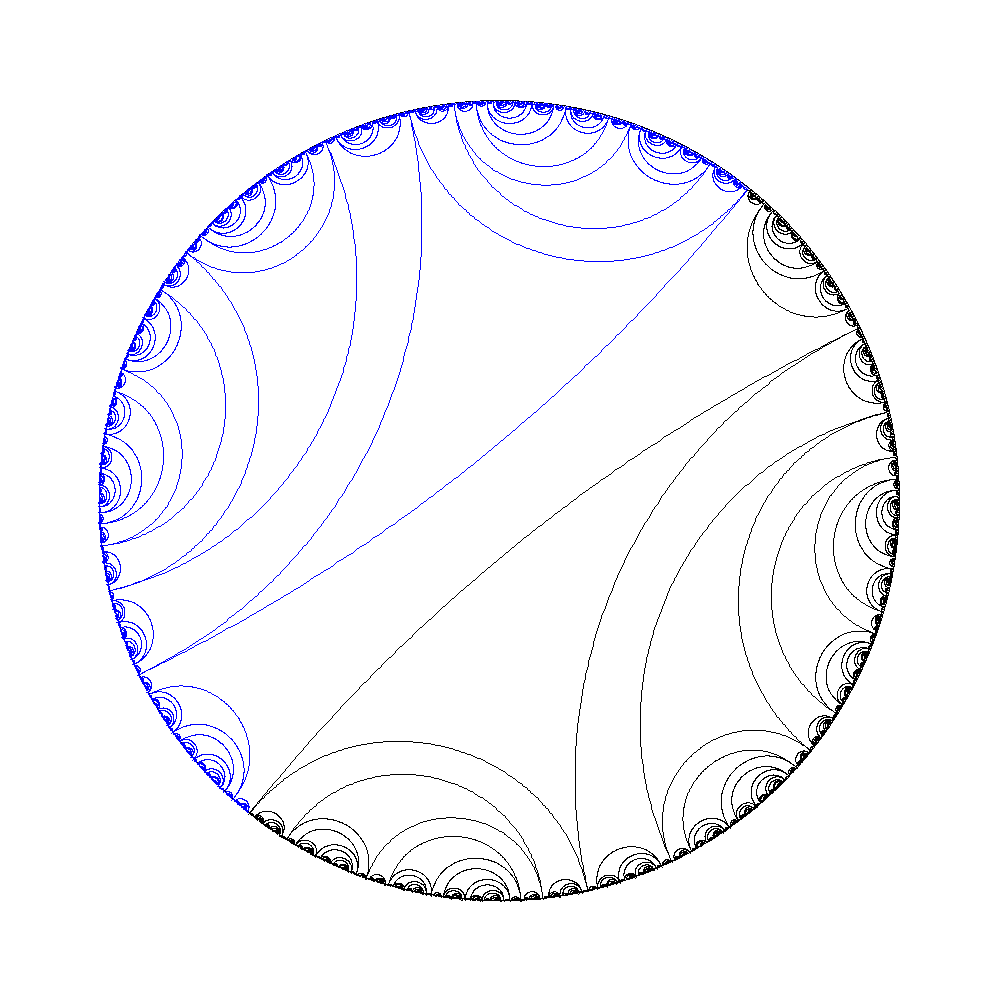
Lamination (en) de l'ensemble de Julia du lapin de Douady.
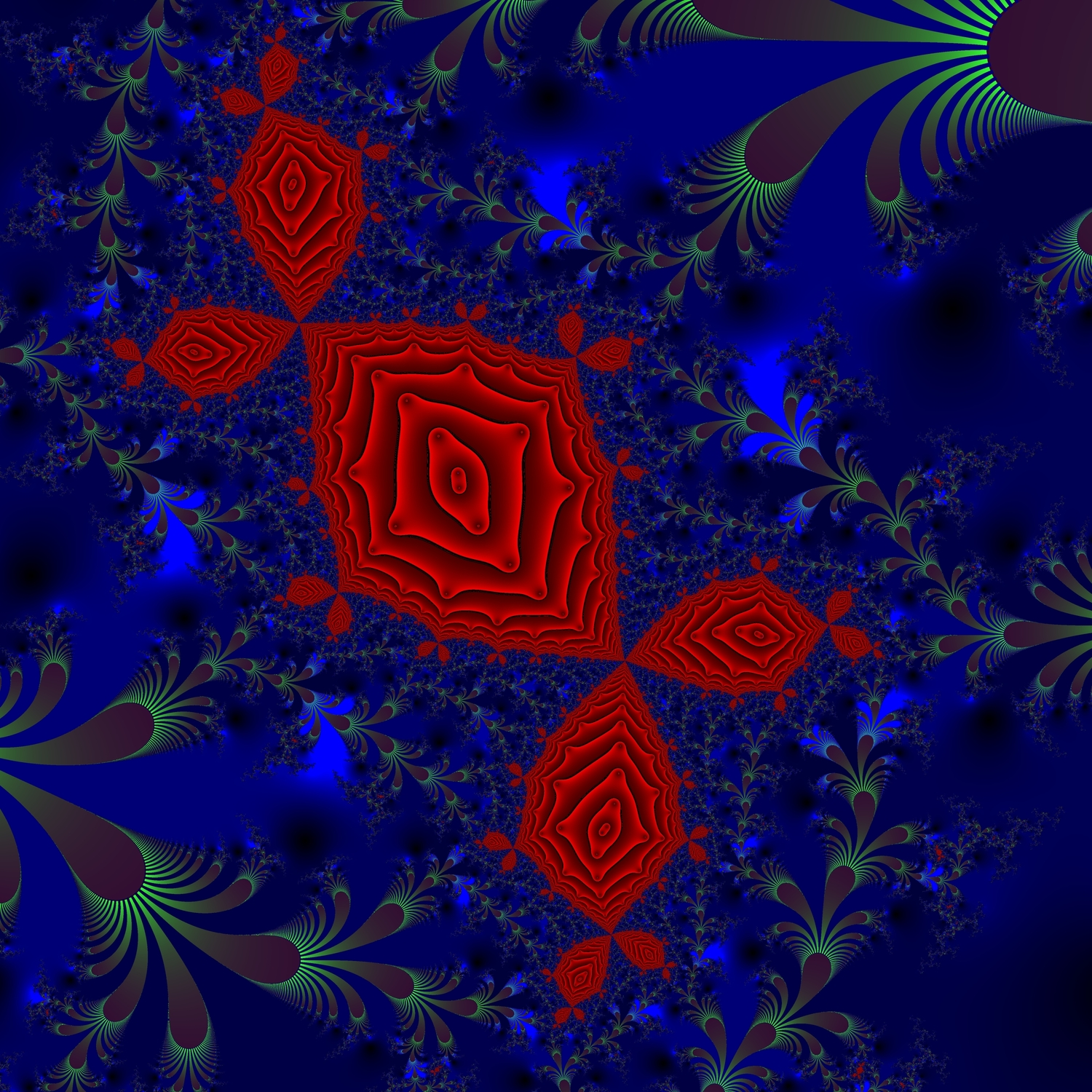
Une copie du lapin de Douady dans la famille exponentielle.
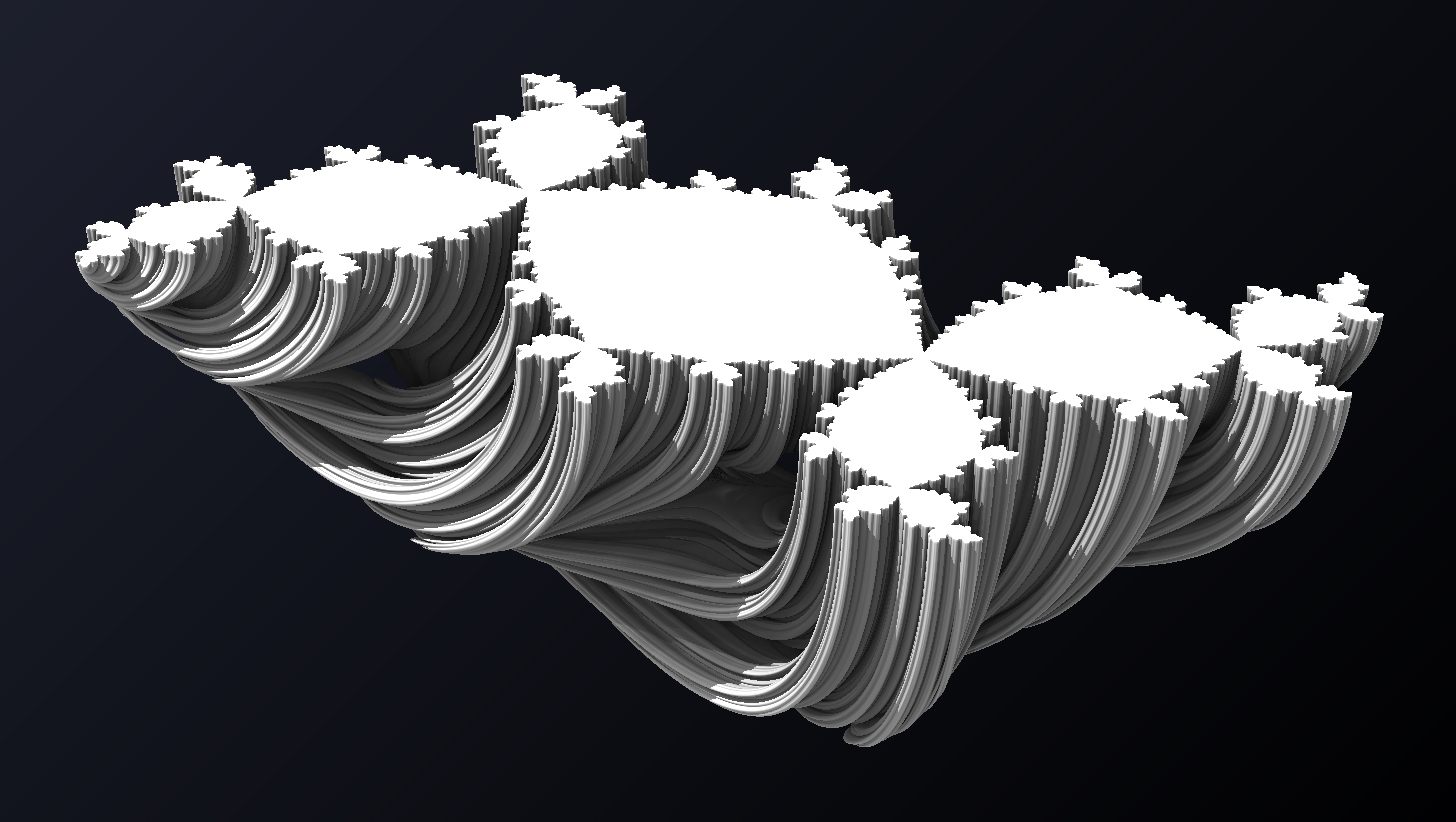
Section (par rapport au plan "xy") de l'ensemble de Julia quaternion de paramètre c = −0,123 + 0.745i. Le lapin de Douady est visible sur la section.
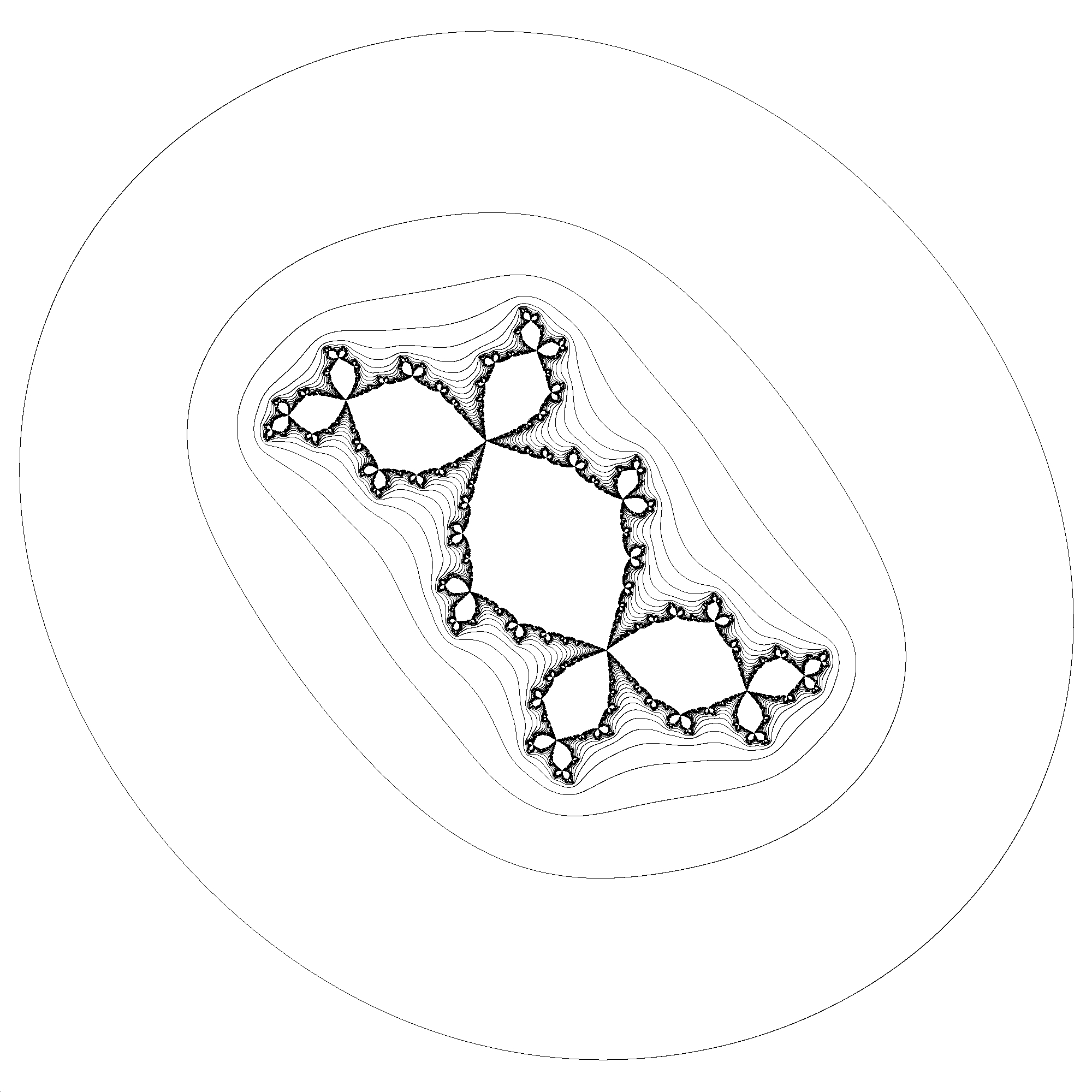
Le lapin de Douady (courbes de niveau du nombre d'itérations avant "échappement").